# ولاية ينقل
ولاية ينقل هي إحدى ولايات سلطنة عمان في محافظة الظاهرة، تتميز بجمال طبيعتها الخلابة التي تأسر الأنظار. كانت ولا تزال محطة هامة تربط بين منطقتي الظاهرة والباطنة. تنتشر في مختلف أنحاء الولاية حوالي 16 برجًا وحصنًا، يعود تاريخ بناء معظمها إلى مئات السنين. كما تحتوي على آثار لمناجم تعدين قديمة في منطقتي الراكي والمعيدن، حيث تكشف الصخور المصهورة التي تنتشر هناك عن وجود نشاط تعدين قديم.
تشتهر ولاية ينقل بوجود جبل الحوراء، الذي يُعد أعلى قمة جبلية فيها، وقد تم اعتماده شعارًا لها. من أبرز معالم الولاية أيضًا حصونها وقلاعها القديمة، ومن بينها حصن "بيت المراح" الذي لا يزال قائمًا حتى اليوم. كما توجد آثار قديمة على قمة "جبل الخطيم"، الذي يرتفع 600 قدم عن سطح الأرض. وتعتبر قرى بيحاء، ووادي الحريم، والوقبة من أشهر القرى في الولاية. تتميز هذه القرى بجوها البارد ومنتجاتها النباتية الفريدة مثل الرمان والزيتون والفلفل الأسود. كما تحتوي على معالم أثرية جميلة.

## الموقع
تقع ولاية ينقل في الجزء الشرقي من محافظة الظاهرة، تجاورها ولاية عبري من الجهتين الجنوبية والشرقية، ومن جهة الغرب ولايتي ضنك والبريمي ومن الشمال ولاية صحار التابعة لمنطقة الباطنة، وكانت ولاية ينقل ولا تزال محطة انتقال فيما بين منطقتى الظاهرة والباطنة، ولعل ذلك هو السبب في تسميتها باسم (ينقل) بمعنى الانتقال

## السكان
ويبلغ عدد سكان ولاية ينقل حسب التقديرات الرسمية لمنتصف عام 2000م حوالي 17779 نسمة موزعين على قرى وبلدات الولاية البالغة 73 قرية وبلدة والتي من أهمها الصفري، الشجاء، الصوادر، المدام، الجناه، العلو، البويب، الزرارات، الخابورة، كرش، حيل المناذرة، العقدة، الصفري، المنجورين، الجغنة، وادي الحريم، بلدة صيع، الروضة، فلج السديريين، الوقبة، البويردة، المري، طوي النوامية، الشوعية، وادي المعيدن، بيحاء، وال، المسرة، حيل الخنابشة.

## المعالم التاريخية والسياحية
- سوق ينقل القديم يقع بالقرب من حصن بيت المراح (مركز الحكم بالولاية سابقا حيث يأتي إليه جميع سكان الولاية ومن القرى المجاورة للبيع والشراء ولكنه اندثر في الآونة الأخيرة.
- حصن بيت المراح يوجد بالولاية حصن كبير يطلق عليه اسم (حصن بيت المراح) والذي يعتبر أهم موقع تاريخي بالولاية، وأيضا يوجد أهم موقع سياحي ببلدة الروضة وهو القري والشكل.

### معالم أخرى
كما أن هناك مجموعة من الآثار على شكل مباني تقع أعلى جبل (الخطيم) على ارتفاع يقدر بحوالي (600 متر). كما أنه يوجد بالولاية حصن قديم قد بني من الحجارة على جبل في منطقة (حديقة)، كما أن هناك الكثير من الأبراج المنتشرة في قرى الولاية.
ويوجد في ولاية ينقل العديد من الأفلاج أهمها فلج بيحاء، فلج العلو، البلاد، فلج العين، فلج السديريين، فلج المحيدث، فلج الخابورة، فلج حيل النجد، فلج العاقول.

## الصناعات التقليدية
هناك عدد مـن الحرف والصناعات التقليدية بولاية ينقل فمن أبرز الحرف التي يمارسها سكان الولاية تربية الماشية، والزراعة التي تتنوع منتجاتها ما بين التمور بأنواعها والحنطة وقصب السكر والحمضيات والفاكهة، ومن الصناعات النسيج والسعفيات والصياغة والتجارة وصناعة السكر، وأيضا تتميز هذة الولاية بقرية المنجورين التي تعتبر من القرى الفريده والمميزة في الولاية حيث تشتهر بنشاطاتها وفعالياتها المتنوعة والشيقة، وهذه القرية خلابة الطبيعة وساحرة الجمال